# A Rite of Passage
A Rite of Passage je druga skladba s albuma Black Clouds & Silver Linings i četrnaesti izdani singl američkog progresivnog metal sastava Dream Theater. Sastav je također snimio i glazbeni video za singl koji je objavljen 2009. godine. Autor teksta je John Petrucci, a govori o masonskim društvima.

## Izvođači
- James LaBrie – vokali
- John Petrucci – električna gitara
- John Myung – bas-gitara
- Mike Portnoy – bubnjevi
- Jordan Rudess – klavijature